# Sonderkommando Ost
Sonderkommando Ost (ros. Зондеркоманда Восток) – niemiecki organ służb specjalnych III Rzeszy pod koniec II wojny światowej.
Sonderkommmando Ost zostało sformowane jesienią 1944 roku. Na jego czele stanął SS-Sturmbannführer Friedrich Buchardt, referent w Wydziale III-B2 (mniejszości narodowe) 3 Oddziału Głównego Urzędu Bezpieczeństwa Rzeszy (RSHA). Pełniło ono funkcję sztabu łącznikowego (Verbindungsstab) RSHA z dowództwem nowo formowanych Sił Zbrojnych Komitetu Wyzwolenia Narodów Rosji gen. Andrieja A. Własowa. Do zadań organu należało oficjalnie zabezpieczanie organizacyjno-administracyjnych i materialnych kwestii związanych z tworzeniem Sił Zbrojnych KONR. Faktycznie członkowie Sonderkommando Ost, rekrutujący się wyłącznie spośród funkcjonariuszy RSHA, zajmowali się też kontrolowaniem działalności osób związanych z ruchem „własowskim”.